# Stefan Rieul
Stefan Rieul (Chardan de Rieul) – generał-major wojsk koronnych, Francuz.
Był znanym w Warszawie agronomem. W 1762 uzyskał patent generalski, w 1768 indygenat szlachecki.
Był wolnomularzem, Wielkim II Dozorcą Wielkiego Wschodu Narodowego Polski w 1784 roku. 